# Ilha Partridge

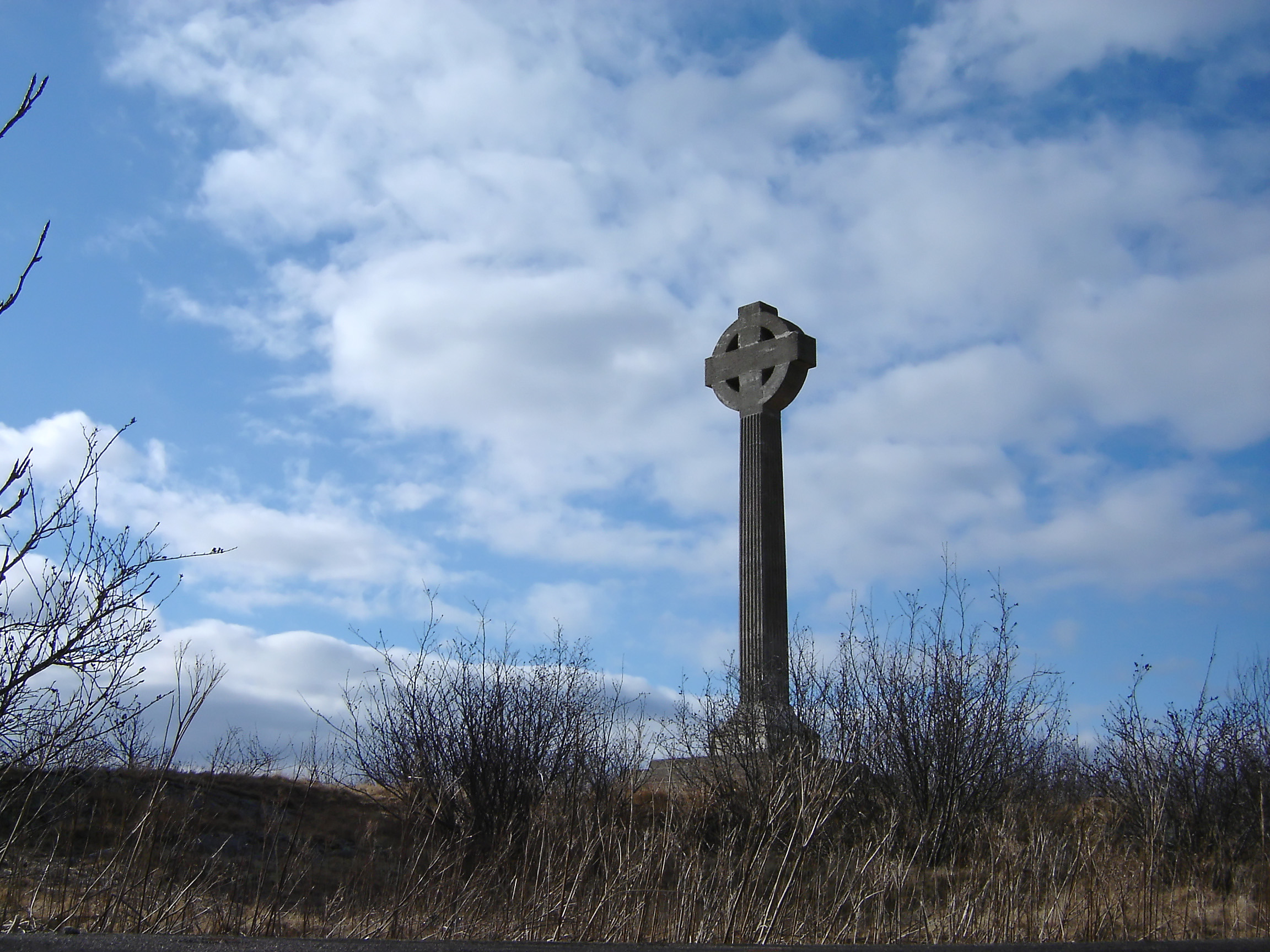
O memorial da cruz celta na Ilha Partridge.

Ilha Partridge (Partridge Island em inglês) é uma ilha canadense localizada na Baía de Fundy, na costa de Saint John, New Brunswick.
A ilha é um local histórico provincial e foi designada como Local Histórico Nacional do Canadá em 1974. Encontra-se no lado oeste da foz do Rio Saint John.
Durante a Revolução Americana, em 1780, seis tropas britânicas da corporação do major Timothy Hierlihy, sob o comando do tenente. Wheaton, atacou oito corsários americanos em uma casa que ocupavam na ilha de Partridge. Os britânicos mataram três dos corsários e os outros cinco foram feitos prisioneiros.
A Ilha Partridge foi estabelecida pela primeira vez como uma estação de quarentena e casa de pragas em 1785 pela Carta Real de Saint John, que também separou a ilha para uso como uma estação de auxílio à navegação e um posto militar. Seu primeiro uso como estação de quarentena só foi em 1816. Um hospital foi construído na ilha em 1830.

## Imigração e memoriais
A ilha recebeu seu maior afluxo de imigrantes na década de 1840 durante a "Grande Fome", também conhecida como "Fome da Batata Irlandesa", quando a escassez de batatas ocorreu devido à praga da batata que atingiu a cultura básica da Irlanda. A fome fez com que milhões morressem de fome ou emigrassem, principalmente para a América do Norte. Durante a fome, cerca de 30.000 imigrantes foram processados pelos médicos residentes e visitantes da ilha, com 1.196 morrendo na Ilha Partridge e na cidade adjacente de Saint John durante a epidemia de Typhus em 1847. Durante a década de 1890, havia mais de 78.000 imigrantes por ano sendo examinados ou tratados na ilha.
Um memorial aos imigrantes irlandeses em meados da década de 1840 foi erguido na ilha na década de 1890, mas com a Primeira Guerra Mundial havia se deteriorado. Em 1926, a Saint John City Cornet Band abordou o empreiteiro de Saint John, George McArthur, que concordou em liderar uma campanha para construir um monumento adequado. O memorial da Cruz Celta aos irlandeses mortos em 1847 foi dedicado em 1927. Ele foi restaurado e rededicado em 1985. No início e em meados da década de 1980, os memoriais foram construídos pela Comunidade Judaica de Saint John, o Loyal Orange Lodge, a Partridge Island Research Project, e a Partridge Island & Harbor Heritage Inc., uma empresa que foi registrada em 1988 e dissolvida em 2004. Os memoriais foram dedicados aos imigrantes protestantes, católicos e judeus enterrados nos seis cemitérios da ilha. Um monumento também foi dedicado a todos os irlandeses mortos de 1830 a 1920.
A Ilha Partridge foi estabelecida pela primeira vez como uma estação de quarentena e casa de pragas em 1785 pela Carta Real de Saint John, que também separou a ilha para uso como uma estação de auxílio à navegação e um posto militar. Seu primeiro uso como estação de quarentena só foi em 1816. Um hospital foi construído na ilha em 1830.

## História

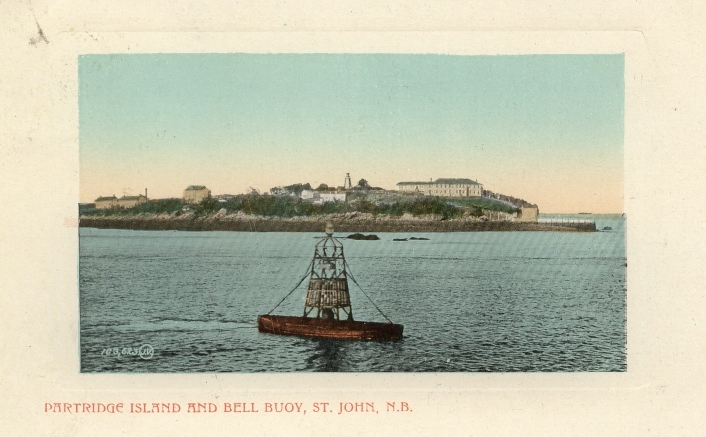
Cartão postal de 1905 mostrando a Ilha Partridge e uma boia.

O folclore da ilha começa com a Nação Mi'kmaq, que se referiu à ilha como "Quak'm'kagan'ik", que significa "um pedaço cortado". Este nome é uma referência à crença de que a ilha foi criada quando Glooscap destruiu a barragem que "Big Beaver" havia construído. Em Reversing Falls Rapids, um pedaço da represa foi varrido com o fluxo da água até a boca do porto, onde parou para formar a ilha. Esta versão da lenda data do início do século XX. A versão do século XIX refere-se à Ilha Partridge na Bacia de Minas, na Nova Escócia.
Após a chegada dos legalistas americanos da Guerra de Independência dos Estados Unidos em 1783, e a formação da cidade de Saint John, surgiu a necessidade de um farol para auxiliar na navegação. Uma estação de luz foi erguida na Ilha Partridge e começou a operar em 1791. Foi apenas a terceira estação de luz a ser construída na América do Norte Britânica. Uma estação de sinalização logo foi localizada na ilha e foi usada por muitos anos para alertar o porto sobre navios que se aproximavam da Baía de Fundy. As estações de luz e sinal da ilha foram estabelecidas em 1791.
A ilha foi a principal fortificação militar de Saint John de 1800 a 1947. Foi a única fortificação de Saint John a ser usada durante todos os períodos da atividade militar de Saint John. Ainda existem vestígios visíveis da bateria de armas da Artilharia Real de 1812 e da Primeira e da Segunda Guerras Mundiais.
A ilha também foi o lar de dezenas de famílias da ilha ao longo dos anos, de faroleiros como o capitão Samuel Duffy, James Wilson, Albert Smith, Charles Mitchell e Thomas Furness, a funcionários do hospital, como os doutores George e William Harding, administradores de hospitais Thomas McGowan Fred e Jim Hargrove e professores da escola da ilha, como Jean MacCullum e Forbes Elliott.
Passeios de barco para a ilha funcionaram de 1982 até 1995, quando o pequeno museu da ilha foi fechado. O acesso público agora está restrito. Vários livros foram escritos sobre a ilha, bem como documentários em vídeo.

## Esforços para reabrir a ilha
Ambições de transformar a Ilha Partridge em um local turístico continuam. Em 2014, o governo federal reservou US $ 200.000 para um estudo de viabilidade que avaliaria o custo de consertar o quebra-mar e criar uma passarela que cruzaria para a ilha, bem como os custos anuais de operação e manutenção. O estudo descobriu que custaria entre $ 27- $ 40 milhões para criar um caminho para a ilha.
Wayne Long, MP de Saint John, propôs que um cais fosse construído no local e que os passeios de barco iriam de e para ele. Long disse em 2017: "Agora é hora de agir" sobre a criação de acesso à ilha histórica. Long estima que o cais custaria apenas US $ 5 milhões, o que é uma redução acentuada do custo de uma passarela.
Antes de abrir ao público, uma limpeza dos contaminantes significativos do solo da ilha teria que ser feito. Todos os edifícios restantes no local foram vandalizados ou queimados. Dos seis cemitérios, o cemitério do século 19 foi quase completamente destruído pelos militares durante a Segunda Guerra Mundial. Restam menos de três dúzias de sepulturas. Em vez de permanecer um local histórico nacional bem cuidado, a Ilha Partridge se tornou o "rito de passagem assombrado e perigoso para a juventude perdida de New Brunswick". Muitos jovens da área local vão para a ilha para festejar ou vandalizar, embora seja ilegal cruzar o quebra-mar.